# Дасмина
Дасмина (бенг. দশমিনা, англ. Dasmina) — город на юге Бангладеш, административный центр одноимённого подокруга. Площадь города равна 19,94 км². По данным переписи 2001 года, в городе проживало 14 737 человек, из которых мужчины составляли 50,22 %, женщины — соответственно 49,78 %. Плотность населения равнялась 739 чел. на 1 км². Уровень грамотности населения составлял 31,4 % (при среднем по Бангладеш показателе 43,1 %). 